# Metro de Shanghái
El Metro de Shanghái (en chino: 上海轨道交通, pinyin: Shànghǎi Guǐdào Jiāotōng) es un sistema de transporte ferroviario metropolitano de la ciudad china de Shanghái. Inició su funcionamiento en 1993 y para abril de 2024 cuenta con 816 km de longitud, 18 líneas y 508 estaciones en total. Da servicio a aproximadamente 10 millones de personas diariamente (año 2023). La red es propiedad del Gobierno Municipal de Shanghái, y todas las líneas son operadas por la empresa Shanghai Shentong Metro Group Co, empresa subsidiaria de la empresa pública Shanghai Jiushi Group Co (con un 66,57% de participación).

## Historia

Evolución del sistema.

El metro de Shanghái fue el tercero metro en China, después de los metros de Pekín y Tianjin, su construcción comenzó en 1990. El primer trayecto, entre la Estación de Shanghái y el Parque Jinjiang, fue abierto el 28 de mayo de 1993.
El 28 de octubre de 1999 fue puesto en funcionamiento el primer trayecto de la línea 2, entre el Parque Zhongshan y el Parque Alta-tecnología de Zhangjiang. El 26 de diciembre de 2000 se abrió la línea 3 entre la Estación del Sur y la Villa Jiangwan.
La línea 5 se abrió el 25 de noviembre de 2003, el 28 de diciembre de 2004 se amplió la línea 1 por el norte hasta Gongfu Xincun y el 31 de diciembre de 2005 se puso en marcha la línea 4, con los tramos nuevos Calle Baoshan - Calle Lancun y Calle Damuqiao - Calle Yishan (el trayecto Calle Hongqiao - Calle Baoshan lo comparte con la línea 3).
En diciembre de 2006 se abrieron dos tramos: la ampliación de la línea 2 por el oeste hasta Calle Songhong y la de la línea 3 por el norte hasta Calle Jiangyang Norte.
El 29 de diciembre de 2007 se finalizó un ambicioso proyecto de ampliación del metro: tres nuevas líneas se abrieron al público, las líneas 6, 8 y 9, se terminó la línea 4 con el trayecto Calle Lancun - Calle Danmuqiao (quedando así como una línea circular) y se amplió la línea 1 por el norte hasta Calle Fujin. En 2008 solamente se amplió la línea 9 de Calle Guilin - Calle Yishan (28 de diciembre). El 5 de julio de 2009 se terminó la prolongación de la línea 8 de Calle Yaohua al Museo Aeroespacial (Autopista Shendu ahora).
Con motivo de la Expo 2010 a celebrarse en esta ciudad, el Ayuntamiento de Shanghái proyectó una gran ampliación del metro, para poder servir de transporte eficaz a los millones de visitantes que se espera visiten la Expo. En diciembre de 2009 se inauguraron las líneas 7 y 11, y se amplió la línea 9 (con el trayecto Calle Yishan - Av. del Siglo). Entre febrero y abril de 2010 se abrieron los siguientes tramos: de la línea 2 Parque Alta-tecnología de Zhangjiang - Aeropuerto Internacional de Pudong, por el este, y Calle Songhong - Xujing Oriente, por el oeste, de la línea 9 Av. del Siglo - Calle Yanggao Medio, de la línea 11 el ramal Jiading Xincheng - Anting y se inauguró la línea 10. Por último, se abrió al público el 20 de abril la corta línea 13 que se encontraba dentro del recinto de la Expo, planeada para dar servicio a los visitantes de la misma.
Después de la exposición universal, se abrieron estas extensiones: línea 7 a Lago Meilan y línea 10 al Aeropuerto de Hongqiao y la Estación de Hongqiao a finales de 2010, línea 6 al Centro de Deportes Oriental en 2011, línea 9 a la Estación del Sur de Songjiang en 2012 y a Caolu en 2017, línea 11 a Calle Luoshan en 2013 y al Disney Resort en 2016, y línea 5 a Fengxian Xincheng en 2018. Varias estaciones también se abrieron durante estos años.
El 16 de octubre de 2013, con la extensión de la línea 11 a Kunshan de Suzhou, provincia de Jiangsu, el Metro de Shanghái se convirtió en el primer sistema de tránsito rápido en China que proporcionaba un servicio interprovincial y el segundo metro interurbano después del Metro de Guangfo (entre Cantón y Foshan). Se están revisando activamente otros planes para conectar el Metro de Shanghái con el sistema del Metro de Suzhou. Se prevé que la primera línea que conectará la línea 11 del Metro de Shanghái con la línea 3 del Metro de Suzhou se completará en 2023.
Desde 2012, varias líneas nuevas también se abrieron: las líneas 12 y 13 a través de la ciudad, la línea 16 a Huinan y Lago Dishui, la línea 17 a Qingpu, Zhujiajiao y Tierras Orientales y la línea Pujiang (APM) en villa Pujiang, distrito de Minhang.
Estas nuevas líneas y extensión están en construcción y programadas para abrir no más tardar el 2021: la línea 10 a Waigaoqiao, la línea 14 (Fengbang - Jinqiao), la línea 15 (Gucun - Zizhu) y la línea 18 (Songnan - Hangtou). Cuando todos estos proyectos se abran, el Metro de Shanghái tendrá una red en funcionamiento que se extenderá a más de 800 kilómetros, y para abril de 2024 cuenta con 816 km de longitud, 18 líneas y 508 estaciones en total.

## Líneas
En diciembre de 2018 el metro de Shanghái cuenta con 676 km de longitud, 16 líneas y 413 estaciones en total. Las líneas son las siguientes:
| Línea   | Trayecto                                                      | Inauguración | Longitud (km) | Estaciones |
| ------- | ------------------------------------------------------------- | ------------ | ------------- | ---------- |
| 1       | Calle Fujin – Xinzhuang                                       | 1993         | 36,4          | 28         |
| 2       | Xujing Este – Aeropuerto Internacional de Pudong              | 1999         | 63,8          | 30         |
| 3       | Estación del Sur de Shanghái – Calle Jiangyang Norte*         | 2000         | 40,3          | 29         |
| 4       | Línea circular*                                               | 2005         | 33,7          | 26         |
| 5       | Xinzhuang – Fengxian Xincheng / Zona de Desarrollo de Minhang | 2003         | 32,7          | 19         |
| 6       | Calle Gangcheng – Centro de Deportes Oriental                 | 2007         | 32,3          | 28         |
| 7       | Lago Meilan – Calle Huamu                                     | 2009         | 44,2          | 33         |
| 8       | Calle Shiguang – Autopista Shendu                             | 2007         | 37,4          | 30         |
| 9       | Estación del Sur de Songjiang – Caolu                         | 2007         | 63,8          | 35         |
| 10      | Xinjiangwancheng – Estación de Hongqiao / Calle Hangzhong     | 2010         | 35,4          | 31         |
| 11      | Disney Resort – Jiading Norte / Huaqiao                       | 2009         | 82,4          | 38         |
| 12      | Calle Qixin – Calle Jinhai                                    | 2013         | 40,4          | 32         |
| 13      | Calle Jinyun – Calle Zhangjiang                               | 2010**/2012  | 38,8          | 31         |
| 16      | Calle Longyang – Lago Dishui                                  | 2013         | 59,0          | 13         |
| 17      | Estación de Hongqiao – Tierras Orientales                     | 2017         | 35,3          | 13         |
| Pujiang | Autopista Shendu – Calle Huizhen                              | 2018         | 6,7           | 6          |
| TOTAL   | TOTAL                                                         | TOTAL        | 676           | 413        |

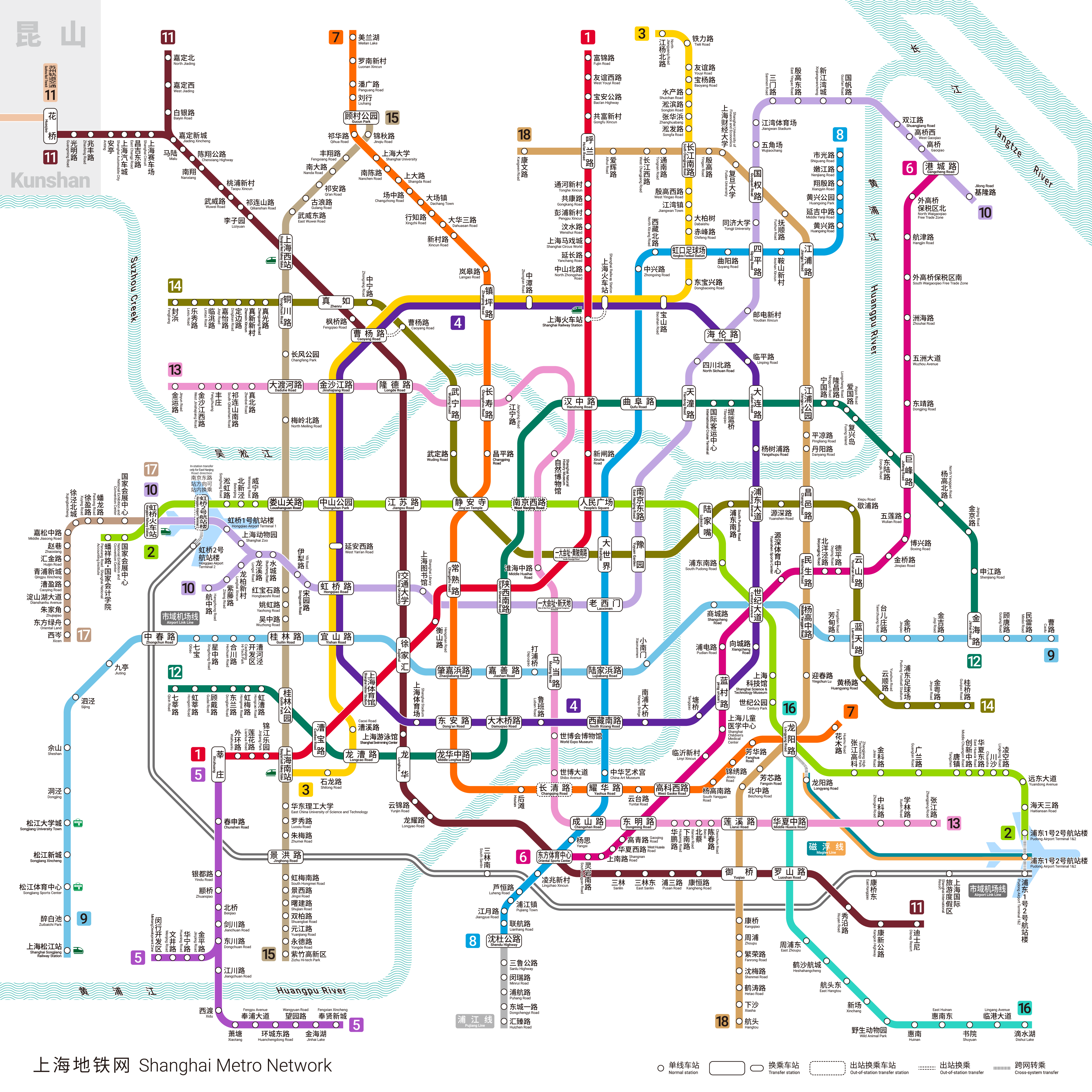
Metro de Shanghái

- (*) – Estas dos líneas comparten 9 estaciones y 11,9 km de recorrido entre las estaciones de Calle Baoshan y Calle Hongqiao.
- (**) – Esta nueva línea se encuentra dentro del recinto de la Expo 2010 y daba servicio gratuito entre mayo y octubre de 2010 a los visitantes y trabajadores de la Expo.

## Imágenes

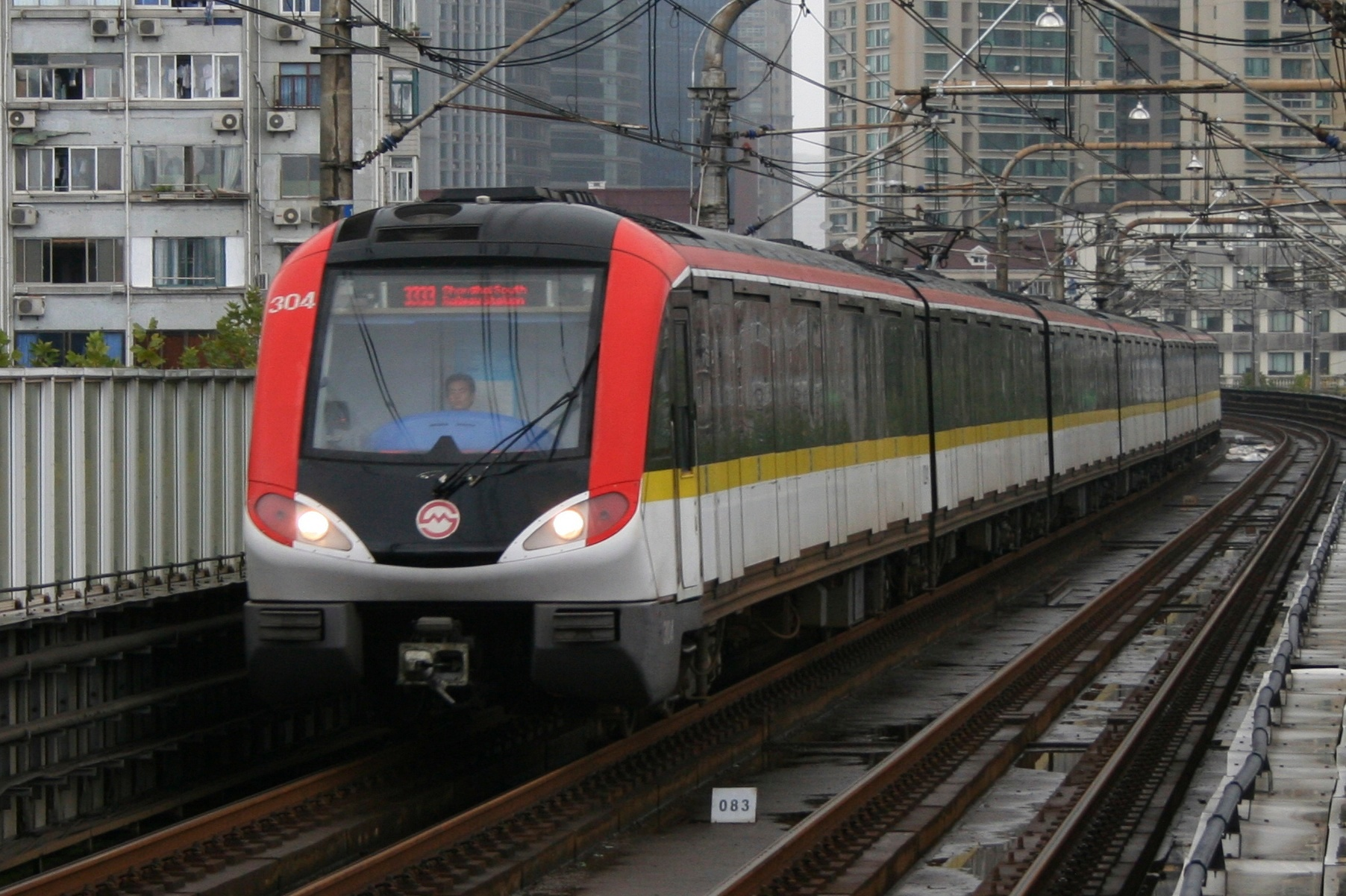
Tren de la línea 3.
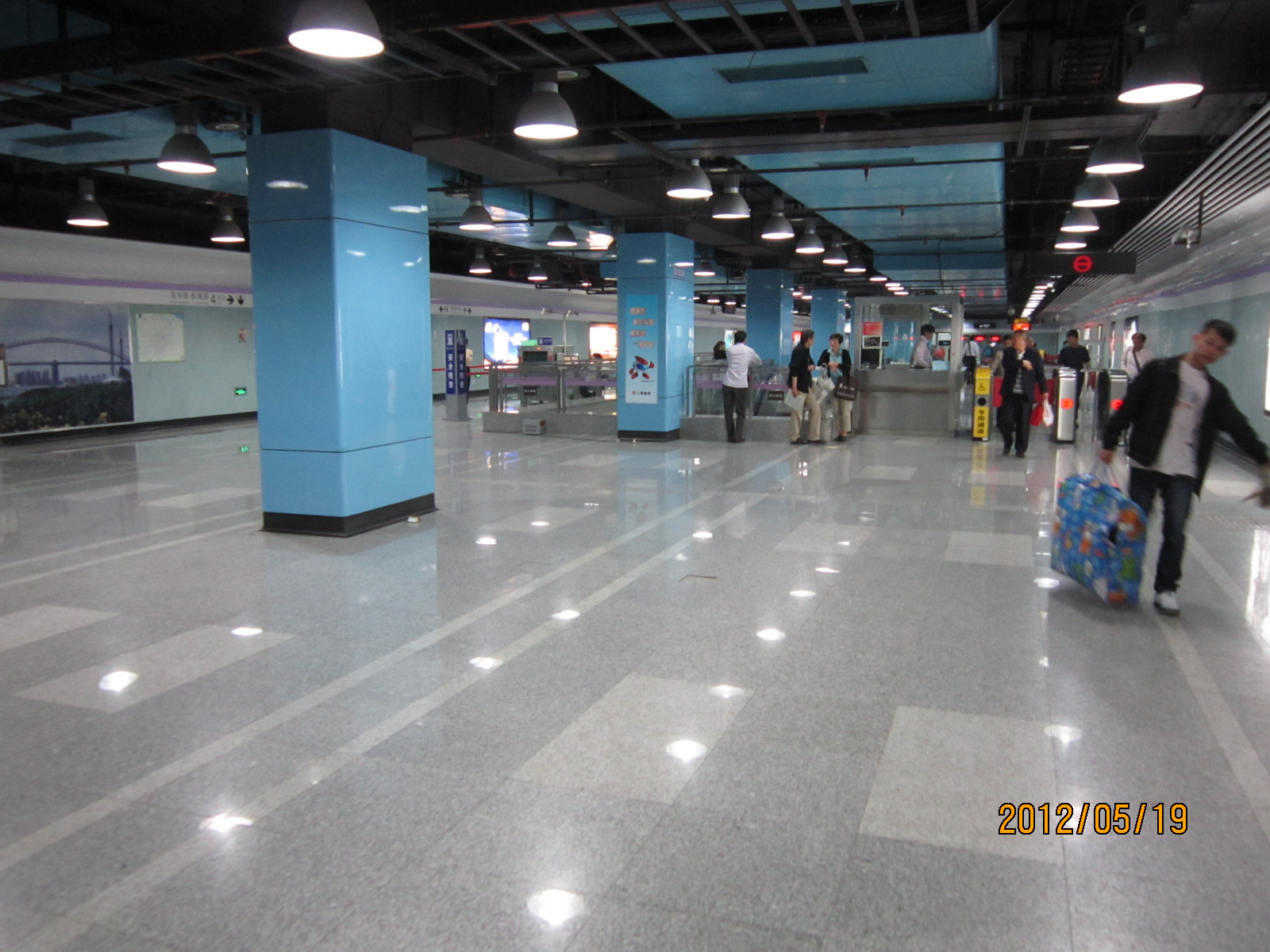
Estación de Calle Hangzhong de la línea 10.
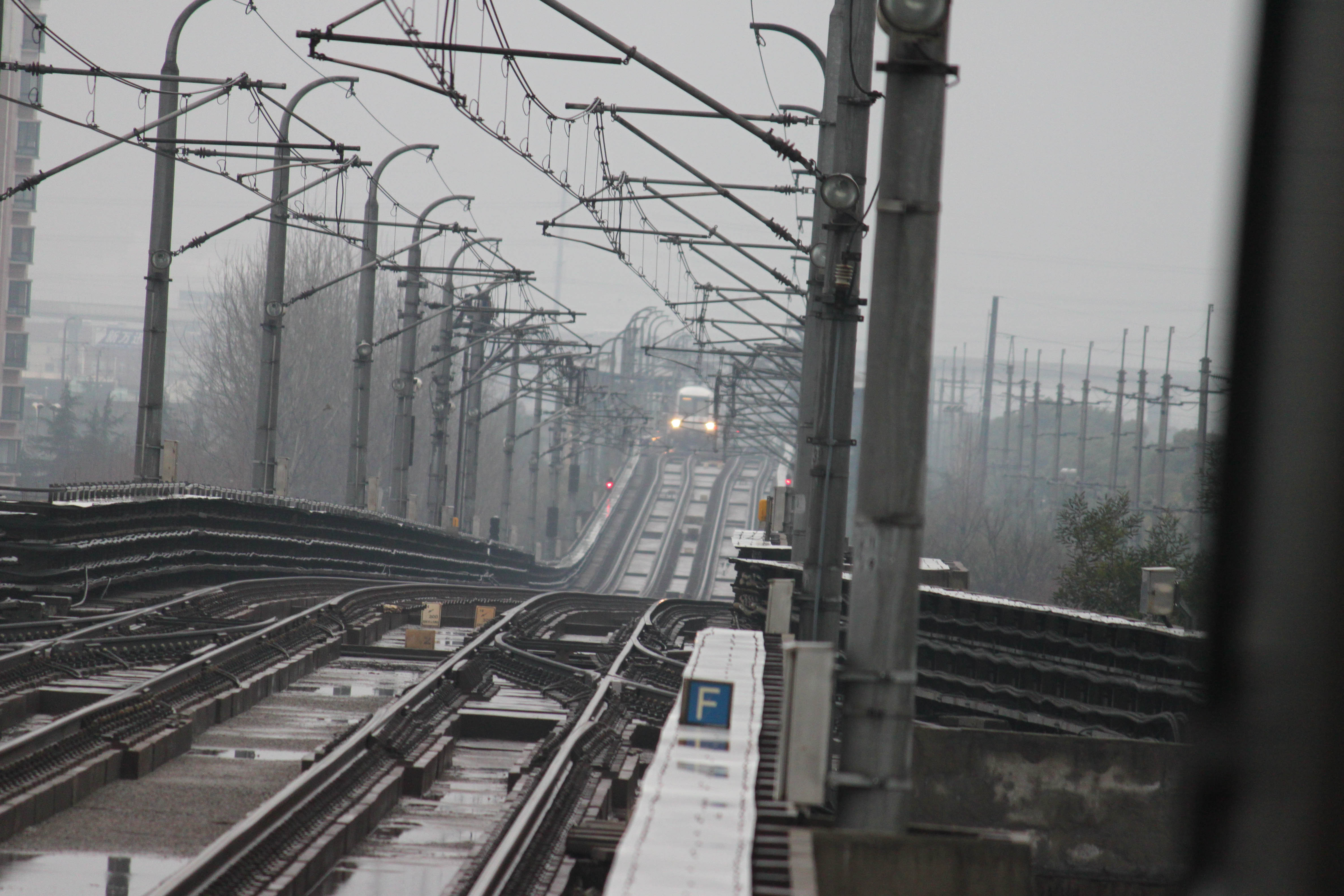
Trazado de la línea 5 cerca de la estación de Calle Dongchuan.
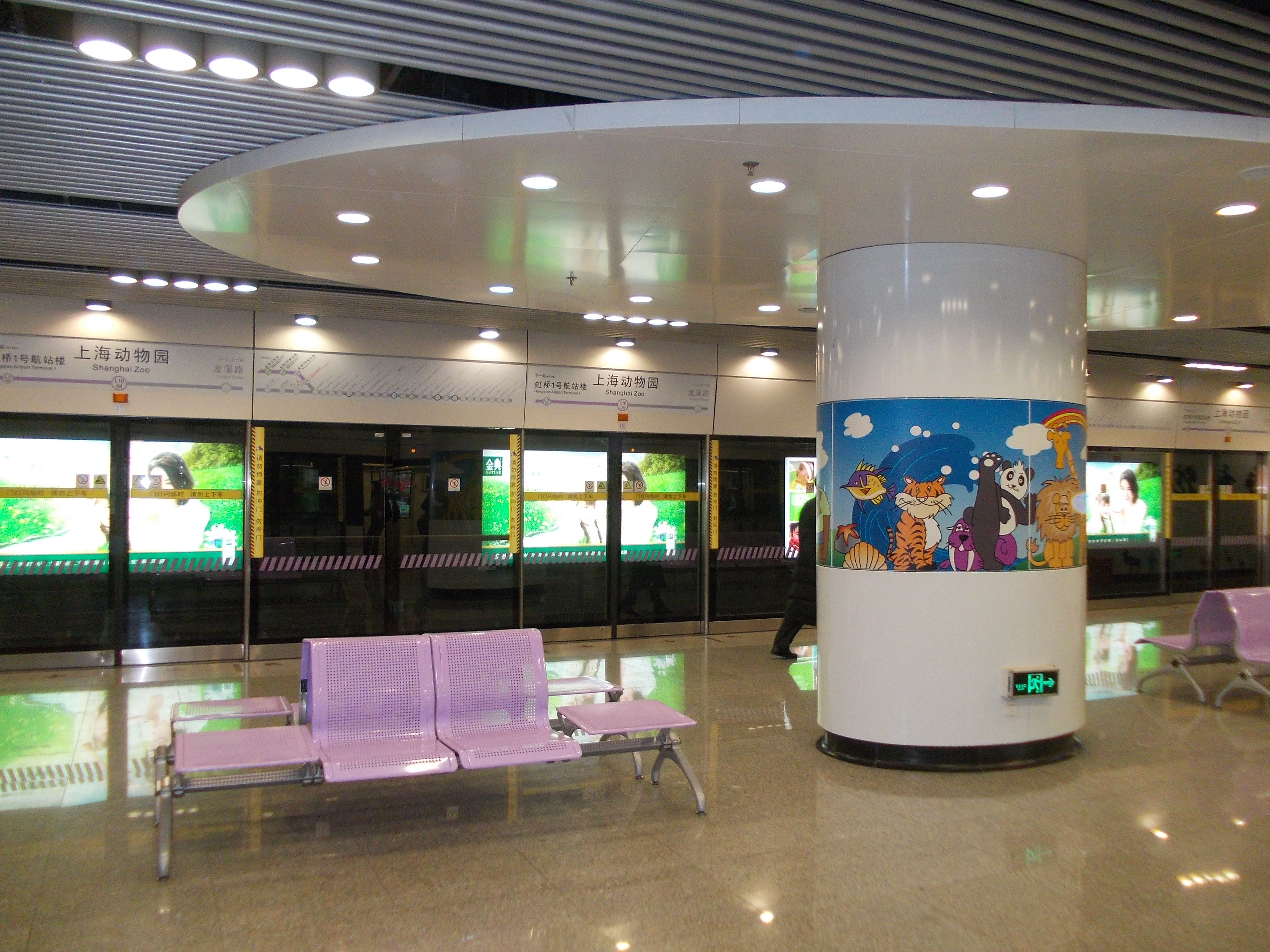
Estación del Zoológico de Shanghái de la línea 10.
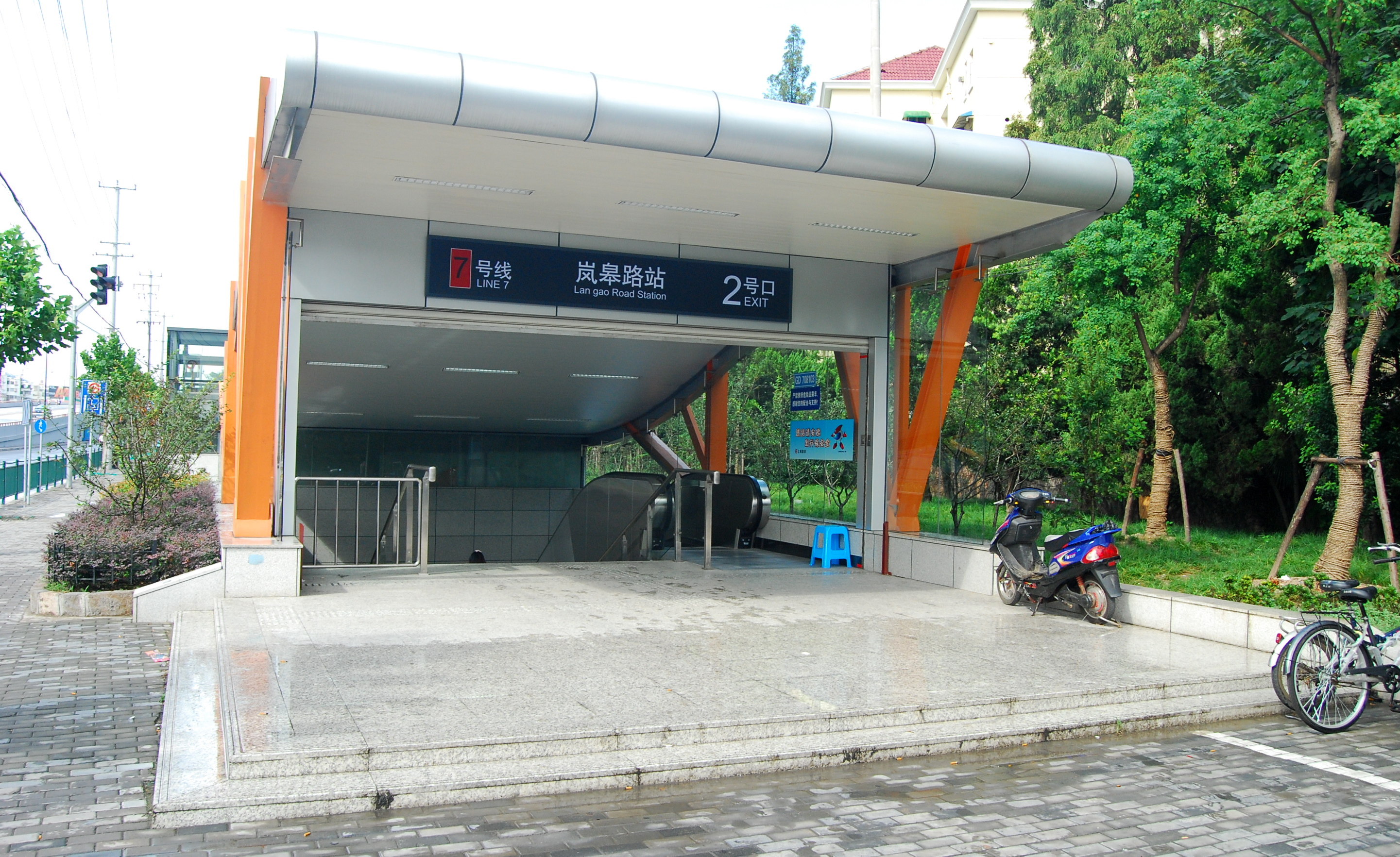
Salida de la estación de Calle Langao de la línea 7.
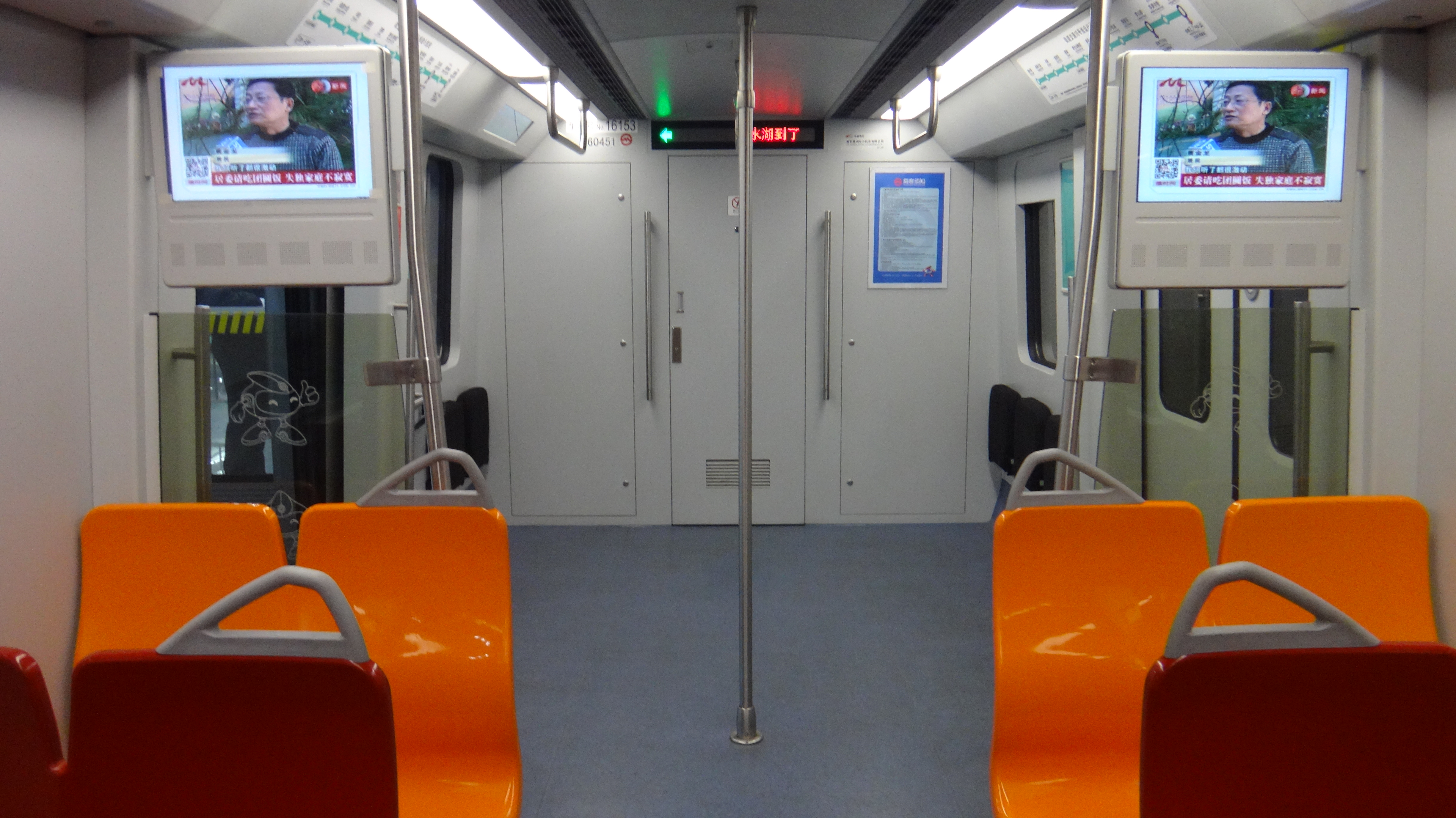
Interior de un tren de la línea 16.